# Brookfield (condado de Waukesha, Wisconsin)
Brookfield es un pueblo ubicado en el condado de Waukesha en el estado estadounidense de Wisconsin. En el Censo de 2010 tenía una población de 6.116 habitantes y una densidad poblacional de 453,42 personas por km².

## Geografía
Brookfield se encuentra ubicado en las coordenadas 43°2′24″N 88°10′33″O / 43.04000, -88.17583. Según la Oficina del Censo de los Estados Unidos, Brookfield tiene una superficie total de 13.49 km², de la cual 13.32 km² corresponden a tierra firme y (1.25%) 0.17 km² es agua.

## Demografía
Según el censo de 2010, había 6.116 personas residiendo en Brookfield. La densidad de población era de 453,42 hab./km². De los 6.116 habitantes, Brookfield estaba compuesto por el 90.73% blancos, el 1.7% eran afroamericanos, el 0.05% eran amerindios, el 5.84% eran asiáticos, el 0.05% eran isleños del Pacífico, el 0.29% eran de otras razas y el 1.34% pertenecían a dos o más razas. Del total de la población el 1.8% eran hispanos o latinos de cualquier raza.